# Данковский кремль
Данковский кремль — историческое ядро Данкова Липецкой области.

## История

### Старый Данков
Древнерусский Донков являлся юго-восточной пограничной крепостью Рязанского княжества и был сожжён в эпоху монголо-татарского ига. Весной 1568 года город был восстановлен служилыми людьми из Пронска и Михайлова под началом воевод Владимира Курлятева-Оболенского и Бориса Серебряного-Оболенского, а также казачьих голов Григория Сидорова и Юрия Булгакова (Денисьева). В ходе строительства новой крепости часть его руководителей была заподозрена в измене и была убита присланными в Данков опричниками, о чём писал Андрей Курбский. Также Данкову пришлось отразить нападение 10-тысячного отряда крымских татар.
В 1592—1593 годах укрепления Данкова были перестроены и усилены воеводой Владимиром Вельяминовым. В 1613 году в Данкове успешно оборонялся воевода Мирон Вельяминов-Зернов от осадившего город отряда казачьего атамана Ивана Заруцкого. В том же году было отбито нападение крымских татар. В 1618 году Данков был взят штурмом запорожскими казаками гетмана Петра Сагайдачного, воевавшего на стороне польского королевича Владислава.

### Новый Данков
В следующем году Данков восстановили, но уже на другом месте, на 30 км ниже по течению, на правом берегу Дона в устье реки Вязовки. Это было связано с тем, что именно там сохранились три неразорённых села, нуждавшихся в военной защите. Впоследствии новая Данковская крепость не раз перестраивалась, а её внешний вид менялся.
В XVII веке город продолжал подвергаться татарским набегам. Последний раз крымцы появлялись в Данковском уезде около середины XVII века. В начале XVIII века Данковская крепость потеряла какое-либо военное значение, к середине XVIII века прекратили существование её ветхие стены и башни. После 1764 года в бывшем кремле вместо деревянного возвели кирпичный собор Рождества Богородицы, не сохранившийся до наших дней. Земляные укрепления крепости также утрачены. Ныне на месте кремля находится районная больница. Сохранились в хорошем состоянии земляные валы и рвы Старого Данкова у села Стрешнево.

## Описание
Согласно Писцовой книге 1626—1628 годов, Данковский кремль представлял в плане неправильный четырёхугольник, окружённый дубовой острожной стеной с обламами, тарасами и кроватями протяжённостью около 260 м. В стене имелись шесть башен — четыре из них проездные и прихожие, а также две глухие. На одной из проездных башен в караульной вышке висел вестовой колокол. К Вязовке из глухой башни вёл подземный ход — тайник. Внутри кремля находились соборая церковь Рождества Богородицы, воеводский двор, съезжая изба, пороховой погреб и прочие казённые постройки. К 1673 году в кремле остались лишь четыре проездные башни, а глухие видимо были разобраны. В 1677 году к кремлю была пристроена вторая линия укреплений — острожная стена длиной почти 400 м с четырьмя башнями — двумя проездным и двумя глухими. Общий периметр стен крепости составлял более 700 м. В начале XVIII века внутренняя стена была снесена, число башен сократилось до шести. Все ворота были заделаны, остались лишь главные, которые были «косыми» и имели г-образный въезд.
Вокруг крепости располагались служилые слободы, кроме того в городе было два монастыря — Покровский мужской и Успенский женский.